# Stand (Comethazine)
Stand è un singolo del rapper statunitense Comethazine, pubblicato il 19 luglio 2019.

## Tracce
1. Stand – 1:36